# George W. Davis
George W. Davis (Kokomo, 14 aprile 1914 – Los Angeles, 3 ottobre 1998) è stato uno scenografo statunitense.

## Premi e riconoscimenti
Ottenne 17 candidature all'Oscar alla migliore scenografia vincendo due volte: nel 1954 per La tunica e nel 1960 per Il diario di Anna Frank

## Filmografia (parziale)
- La gente mormora (People Will Talk), regia di Joseph L. Mankiewicz - architetto scenografo (1951)
- Operazione Cicero (Five Fingers), regia di Joseph L. Mankiewicz (1952)
- La tunica (The Robe), regia di Henry Koster (1953)
- Il diario di Anna Frank (The Diary of Anne Frank), regia di George Stevens (1959)
- Susanna agenzia squillo (Bells Are Ringing), regia di Vincente Minnelli (1960)
- Uno scapolo in paradiso (Bachelor in Paradise), regia di Jack Arnold (1961)
- I trecento di Fort Canby (A Thunder of Drums), regia di Joseph M. Newman (1961)
- Rodaggio matrimoniale (Period of Adjustment), regia di George Roy Hill (1962)